# 埃斯特万·拉索·埃尔南德斯
胡安·埃斯特万·拉索·埃尔南德斯（西班牙語：Juan Esteban Lazo Hernández，1944年2月26日—），出生于古巴馬坦薩斯省霍韦亚诺斯，是古巴政治人物，自2013年以来一直担任全国人民政权代表大会的主席兼任古巴国务委员会副主席；2019年接任新一届古巴国务委员会主席。 自1980年以来，他一直是古巴共产党中央政治局委员，自1981年以来一直是全国人民政权代表大会议员。
2013年2月25日，埃斯特万·拉索·埃爾南德斯被全国人民政权代表大会任命为全国人民政权代表大会主席。
2019年10月10日，埃斯特万·拉索·埃爾南德斯被全国人民政权代表大会任命为新一届古巴国务委员会主席（不作为国家元首的独立机构负责人）。